# Гребоджи, Селсо
Селсо Гребоги (англ. Celso Grebogi; род. 27 июля 1947, Бразилия) — бразильский физик. Труды в основном посвящены теории хаоса и физике плазмы. Известен как один из авторов метода Отта-Гребоджи-Йорка.

## Награды и признание
По цитируемости среди физиков занимал 243-е место за период с 1981 по 1997 годы.
Является членом и иностранным членом следующих академий и обществ:
- Американское физическое общество (1991)[3].
- Бразильская академия наук (2003)[4]
- Академия наук развивающихся стран[англ.] (2004)[5].
- Королевское общество Эдинбурга (2012)[6].

В число наград входят:
- Thomson Reuters Citation Laureates (2016)[7]